# 1430
1430 (MCDXXX) var ett normalår som började en söndag i den julianska kalendern.

## Händelser

### Februari
- 16 februari – Vadstena klosterkyrka invigs av ärkebiskopen i närvaro av kung Erik.

### Augusti
- Augusti och september – Fred sluts mellan Kalmarunionen å ena sidan och Rostock och Stralsund å den andra i och med de hanseatiska separatfrederna.

## Födda
- 23 mars – Margareta av Anjou, drottning av England 1445–1461 och 1470–1471 (gift med Henrik VI)
- 16 oktober – Jakob II, kung av Skottland 1437–1460.
- Dorotea av Brandenburg, drottning av Sverige, Norge och Danmark 1445–1448 (gift med Kristofer av Bayern), av Danmark 1449–1481, av Norge 1450–1481 och av Sverige 1457–1464 (gift med Kristian I).
- Meo del Caprino, italiensk arkitekt och skulptör.

## Avlidna
- 6 januari – Filippa av England, drottning av Sverige, Danmark och Norge sedan 1406, gift med Erik av Pommern.
- 18 september – Jeanne de Luxembourg-Saint-Pol, fransk makthavare.